# Vidius
Vidius es un género de mariposas de la familia Hesperiidae.

## Descripción
Especie tipo por designación original Narga vidius Mabille, 1891.

## Diversidad
Existen 15 especies reconocidas en el género, todas ellas tienen distribución neotropical. Al menos 1 especies se han reportado en la región Neártica